# Azzurra Brindisi 1986-1987
La Azzurra Brindisi 1986-1987, sponsorizzata Parmalat, prende parte al campionato italiano di B di Eccellenza, girone unico a 16 squadre, dove le prime due classificate della stagione regolare vengono promosse alla Serie A2 e le ultime quattro retrocedono nella Serie B/2. Chiude la stagione regolare al penultimo posto con 11V e 19P, 2344 punti fatti e 2409 punti subiti e viene retrocessa.

## Storia
Rispetto alla stagione precedente ci sono pochi cambiamenti, Carmine Spinosa rientra dal prestito alla Pallacanestro Brindisi che lo girerà a sua volta alla Officine Calabresi Monopoli insieme a Giovanni Ria, dalla stessa squadra viene prelevato l'ala pivot Domenico Di Donna. Vito Rongone viene ceduto alla Libertas Lecce e Giuseppe La Gioia viene riscattato definitivamente dalla Juve Caserta. Dalla Fleming Porto S.Giorgio viene acquistato il pivot di 205 cm Umberto De Zorzi. Miglior marcatore della stagione è Fabrizio Panella con 491 punti in 30 partite, seguito da Alessandro Santoro con 386 p. e da Nicola Ungaro con 382 p. sempre in 30 partite.

## Roster
| Azzurra Parmalat Brindisi 1986/1987 | Azzurra Parmalat Brindisi 1986/1987 |
| Giocatori                           | Staff tecnico                       |
| ----------------------------------- | ----------------------------------- |

| N. | Naz.              | Ruolo | Nome                | Anno | Alt.   | Peso |  |
| -- | ----------------- | ----- | ------------------- | ---- | ------ | ---- |  |
| 4  | Italia (bandiera) | P     | Fabio De Solda      | 1966 | 185 cm |      |  |
| 5  | Italia (bandiera) | P     | Beppe Bevilacqua    | 1958 | 186 cm |      |  |
| 6  | Italia (bandiera) | PG    | Giancarlo Giarletti | 1968 | 186 cm |      |  |
| 7  | Italia (bandiera) | G     | Salvatore Caramia   | 1964 | 187 cm |      |  |
| 8  | Italia (bandiera) | P     | Alessandro Santoro  | 1965 | 184 cm |      |  |
| 9  | Italia (bandiera) | AC    | Antonio Guzzone     | 1965 | 202 cm |      |  |
| 10 | Italia (bandiera) | A     | Fabrizio Panella    | 1961 | 192 cm |      |  |
| 11 | Italia (bandiera) | C     | Nicola Ungaro ()    | 1960 | 201 cm |      |  |
| 12 | Italia (bandiera) | C     | Umberto De Zorzi    | 1961 | 205 cm |      |  |
| 13 | Italia (bandiera) | A     | Giuseppe La Gioia   | 1962 | 199 cm |      |  |
| 15 | Italia (bandiera) | AC    | Domenico Di Donna   | 1961 | 201 cm |      |  |
| 16 | Italia (bandiera) | AC    | Francesco Scarlato  | 1966 | 203 cm |      |  |

| Allenatore                            |
| - Lillino Ciraci                      |
| Assistente/i                          |
| - Piero Labate Legenda - (C) Capitano |

## Risultati
| Arbitri: | Casneda (Milano) Cicoria (Milano) |

|                                    |       |                                 |
| Panella 21, Guzzone 15, Caramia 14 | Punti | Boni 26, Niccolai 26, Marchi 17 |

| Arbitri: | Salmoiraghi (Castellanza) Origlia (Limone Piemonte) |

|                                     |       |                                    |
| Natalini 24, Dordei 17, Principi 12 | Punti | Guzzone 16, Panella 15, Santoro 11 |

| Arbitri: | Maddaloni (Napoli) Colucci (Napoli) |

|                                   |       |                                 |
| Panella 34, Santoro 14, Ungaro 14 | Punti | Visigalli 21, Savio 11, Mina 10 |

| Arbitri: | Mongiovi (Palermo) Daleo (Palermo) |

|                                 |       |                                 |
| Parisi 14, Longo 13, Mossali 12 | Punti | Panella 23, Ungaro 9, Guzzone 8 |

| Arbitri: | Guerrini (Roma) Teodorani (Roma) |

|                                   |       |                                     |
| Panella 28, Guzzone 19, Ungaro 14 | Punti | Carraro 37, Prosperi 20, Valente 14 |

| Arbitri: | Salmoiraghi (Castellanza) Buccella (Varese) |

|                                   |       |                                         |
| Panella 22, Santoro 21, Ungaro 15 | Punti | Castellano 29, Rossetti 23, Iardella 14 |

| Arbitri: | Gatta (Roma) Bassetti (Viterbo) |

|                                |       |                        |
| Fretta 17, Parenzi 15, Koen 13 | Punti | Panella 20, Di Donna 9 |

| Arbitri: | Pironi (Forlì) Bagnoli (Forlì) |

|                                    |       |                                          |
| Lagioia 21, Santoro 16, Guzzone 13 | Punti | Coppari 20, De Stasio 20, Castellazzi 13 |

| Arbitri: | Cioce (Busto Arsizio) Scolozzi (Busto Arsizio) |

|                                    |       |                                    |
| Brambilla 27, Lana 19, Battisti 18 | Punti | Guzzone 28, Santoro 24, Panella 24 |

| Arbitri: | Montemurri (Matera) Tullio (Treviso) |

|                                   |       |                                        |
| Ungaro 21, Panella 17, Santoro 14 | Punti | Zagni A. 24, Pezzoli 19, Cortinovis 18 |

| Arbitri: | Origlia (Limone Piemonte) Saccani |

|                                  |       |                                    |
| Fabris 18, Giunti 16, Bucciol 15 | Punti | Santoro 28, Panella 21, Guzzone 11 |

| Arbitri: | Maddaloni (Napoli) Bagnoli (Pesaro) |

|                                    |       |                                   |
| Santoro 25, Panella 19, Guzzone 14 | Punti | Pagani 15, Facchin 10, Binelli 10 |

| Arbitri: | Zucchelli (Chieti) Pensarini (Chieti) |

|                                        |       |                                    |
| Malagoli 13, Biondi 12, Mastroianni 12 | Punti | Di Donna 18, Ungaro 16, Caramia 10 |

| Arbitri: | Guerrini (Lugo) Facchini (Massalombarda) |

|                                      |       |                                       |
| Ungaro 26, Bevilacqua 13, Guzzone 13 | Punti | Della Fiori 23, Hottejan 15, Brakus 9 |

| Arbitri: | Tasiari (Milano) Cicoria (Milano) |

|                     |       |                                   |
| Goti 29, Turella 19 | Punti | Santoro 20, Ungaro 16, Guzzone 15 |

| Arbitri: | Pironi (Ravenna) Teodorani (Ravenna) |

|                                  |       |                                   |
| Boni 27, Maguolo 21, Niccolai 16 | Punti | Guzzone 24, Panella 20, Ungaro 16 |

| Arbitri: | Rudellat (Nuoro) Zucchelli (Chieti) |

|                                   |       |                              |
| Ungaro 17, Caramia 14, Panella 11 | Punti | Natalini 18, Lot 14, Porto 9 |

| Arbitri: | A. Pascucci (Gualdo Tadino) G. Pascucci (Gualdo Tadino) |

|                                        |       |                                    |
| Visigalli 28, Dalle Vedove 21, Mina 14 | Punti | Ungaro 18, La Gioia 15, Santoro 12 |

| Arbitri: | Radioli (Pesaro) Morisco (Pesaro) |

|                                   |       |                                   |
| Panella 24, Ungaro 15, Caramia 12 | Punti | Mazzoleni 20, Milia 15, Parisi 12 |

| Arbitri: | Bassetti (Roma) Monaco (Roma) |

|                                    |       |                                   |
| Carraro 26, Valente 15, Cocchia 12 | Punti | Guzzone 25, Caramia 13, Ungaro 13 |

| Arbitri: | Maddaloni (Napoli) Corbo (Avellino) |

|                                         |       |                                    |
| Castellano 39, Iardella 12, Rossetti 11 | Punti | Caramia 23, Guzzone 14, Panella 13 |

| Arbitri: | Penserini (Pisa) Attard (Priolo) |

|                                    |       |                               |
| Santoro 22, Panella 21, Guzzone 12 | Punti | Petta 20, Coen 15, Terenzi 11 |

| Arbitri: | Desiari (Milano) Bozzani (Milano) |

|                                           |       |                                        |
| De Stasio 19, Mannella 18, Castellazzi 17 | Punti | Bevilacqua 17, Panella 12, Di Donna 11 |

| Arbitri: | Tullio (Treviso) Chilà (Reggio Calabria) |

|                                    |       |                                     |
| Panella 19, Guzzone 17, Santoro 16 | Punti | Battisti 20, Cenisio 19, Maspero 18 |

| Arbitri: | A. Pascucci (Gualdo Tadino) G. Pascucci (Gualdo Tadino) |

|                                     |       |                                   |
| Pezzoli 26, A. Zagni 24, Livella 12 | Punti | Panella 23, Caramia 16, Ungaro 14 |

| Arbitri: | Zancanella (Padova) Testolin (Padova) |

|                                    |       |                                 |
| Panella 17, Santoro 15, Caramia 12 | Punti | Fabris 14, Giunti 12, Biaggi 10 |

| Arbitri: | Mondovi (Palermo) De Leo (Palermo) |

|                                |       |                                    |
| Fabiani 19, Pagani 13, Tosi 11 | Punti | Ungaro 21, Di Donna 19, Guzzone 12 |

| Arbitri: | Nania (Livorno) Kutofà (Livorno) |

|                                    |       |                                            |
| Santoro 21, Guzzone 13, Panella 13 | Punti | Malagoli 38, Mastroianni 28, Casalvieri 15 |

| Arbitri: | Tullio (Treviso) Fabian (Treviso) |

|                                             |       |                                     |
| Provenzi 13, Cappelletti 13, Della Fiori 10 | Punti | Panella 25, Santoro 14, Di Donna 12 |

| Arbitri: | Salmoiraghi (Castellanza) Riva (Milano) |

|                                   |       |                                 |
| Ungaro 21, Caramia 14, Santoro 12 | Punti | Goti 30, Turella 27, Pillosu 16 |

## Fonti
- La Gazzetta del Mezzogiorno edizione 1986-87
- Guida ai campionati nazionali di basket LNP 1987